# Prosopis affinis
Prosopis affinis är en ärtväxtart som beskrevs av Spreng.. Prosopis affinis ingår i släktet Prosopis och familjen ärtväxter. IUCN kategoriserar arten globalt som otillräckligt studerad. Inga underarter finns listade i Catalogue of Life.